# Rock Island (Washington)
Rock Island és una població dels Estats Units a l'estat de Washington. Segons el cens del 2000 tenia 867 habitants.

## Demografia
Segons el cens del 2000, Rock Island tenia 863 habitants, 270 habitatges, i 204 famílies. La densitat de població era de 564,8 habitants per km².
Dels 270 habitatges en un 45,9% hi vivien nens de menys de 18 anys, en un 59,3% hi vivien parelles casades, en un 12,2% dones solteres, i en un 24,4% no eren unitats familiars. En el 18,5% dels habitatges hi vivien persones soles el 6,3% de les quals corresponia a persones de 65 anys o més que vivien soles. El nombre mitjà de persones vivint en cada habitatge era de 3,2 i el nombre mitjà de persones que vivien en cada família era de 3,66.
Per edats la població es repartia de la següent manera: un 35,7% tenia menys de 18 anys, un 9,8% entre 18 i 24, un 29% entre 25 i 44, un 17,1% de 45 a 60 i un 8,3% 65 anys o més.
L'edat mediana era de 29 anys. Per cada 100 dones de 18 o més anys hi havia 94,7 homes.
La renda mediana per habitatge era de 33.618 $ i la renda mediana per família de 34.408 $. Els homes tenien una renda mediana de 24.773 $ mentre que les dones 19.602 $. La renda per capita de la població era de 14.129 $. Aproximadament l'11,6% de les famílies i l'11,6% de la població estaven per davall del llindar de pobresa.

## Poblacions més properes
El següent diagrama mostra les poblacions més properes.